# 厚缘拟枣贝
厚缘拟枣贝（学名：Erronea caurica），又名清齿宝螺（Cypraea caurica），为宝贝科的动物。舊屬宝贝属，今屬拟枣贝属。分布于印度-西太平洋区暖水区、地中海以及中国大陆的福建、台湾以南等地，属于暖海产。牠們一般栖息于潮间带低潮线附近至10余米水深的岩礁质的海底，常隐藏在礁石块的下面或岩礁的缝隙间。该物种的模式产地在印度尼西亚安汶。